# Cyrille Mangan
Cyrille Mangan (ur. 13 września 1976 w Duali) – kameruński piłkarz występujący na pozycji pomocnika.

## Kariera klubowa
Mangan zawodową karierę rozpoczynał w sezonie 1996/1997 greckiej Skodzie Ksanti, grającej w Alpha Ethniki. W lidze tej zadebiutował 19 stycznia 1997 w przegranym 1:2 meczu z AEK Ateny. Do 1999 roku w barwach Skody rozegrał 22 spotkania. 
W styczniu 2001 został zawodnikiem drugoligowej Trikali, z którą w sezonie 2000/2001 spadł do trzeciej ligi. Tam jako gracz Trikali spędził sezon 2002/2003.
Następnie reprezentował barwy drugoligowych drużyn Panegialios GS oraz Ethnikos Asteras. Grał też w trzeciej lidze, w zespołach APS Thyella Patron oraz AO Koropi.

## Kariera reprezentacyjna
W reprezentacji Kamerunu Mangan zadebiutował 6 października 1996 w zremisowanym 0:0 meczu eliminacji do Pucharu Narodów Afryki 1998 z Gabonem, a 22 czerwca 1997 w pojedynku tych samych eliminacji, również z Gabonem strzelił swojego jedynego gola w drużynie narodowej. 
W 1998 roku został powołany do kadry na Puchar Narodów Afryki. Nie zagrał jednak na nim w żadnym meczu, a Kamerun zakończył turniej na ćwierćfinale.
W latach 1996–1998 w drużynie narodowej rozegrał 8 spotkań.